# Johan Ludwig Mowinckel

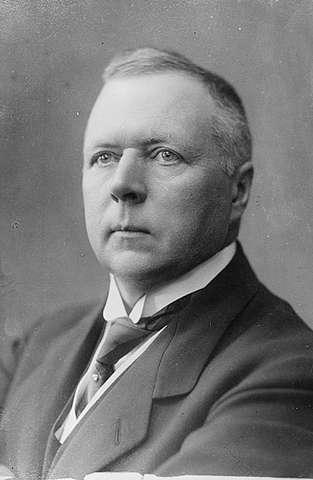
Johan Ludwig Mowinckel

Johan Ludwig Mowinckel (* 22. Oktober 1870 in Bergen; † 30. September 1943 in New York City) war ein norwegischer Reeder und liberaler Politiker der Venstre-Partei.
Mowinckel war Bürgermeister von Bergen zwischen 1902 und 1906 sowie erneut von 1911 bis 1913. Mitglied des Parlaments war er von 1906 bis 1909, 1913 bis 1918 und 1922 bis zu seinem Tod. 1916 bis 1918 war Mowinckel Parlamentspräsident und hatte von 1924 bis 1926, 1928 bis 1931 sowie 1933 bis 1935 dreimal das Amt des Ministerpräsidenten von Norwegen inne.
Von 1925 bis 1936 war er Mitglied des Norwegischen Nobelpreiskomitees. Er war mit Caroline Andrea Mowinckel verheiratet und ihr gemeinsamer Sohn Johann Ludwig Mowinckel junior war als Dirigent und Komponist tätig. Ihm zu Ehren trägt die Mowinckel-Küste der Bouvetinsel im Südatlantik seinen Namen.